# Губище
Гу́бище (латыш. Gubiščes ezers) — озеро в городе Даугавпилсе возле районов Новое Строение (микрорайон Кожзавод) и Химия. Площадь озера: 18,5 га. Озеро состоит из двух частей — западной (14,0 га) и восточной (4,5 га). У озера есть два острова с общей площадью в 3,8 га (присоединились к берегу из-за низкой воды. В озере обитает карась и ротан, живут выдры.

## Хронология
Ранее озеро Губище было в 2 раза больше своей нынешней площади. В начале 1960-х годов, в связи со строительством завода химволокна и расположенного возле него микрорайона часть озера засыпали и на его месте возвели жилой массив. Приблизительно в то же время находившийся рядом мясокомбинат сбрасывал в озеро отходы производства. Озеро стало постепенно зарастать, стали появляться острова. До Второй мировой войны рядом с озером находилось старое еврейское кладбище. Позднее его перенесли в другое место.
В середине 1970-х годов озеро разделилось на 2 части-восточное (площадь 4,5 га) и западное (площадь 14 га). Глубина озера не превышает 3 метров. По заросшей части проложен деревянный пешеходный мост. Несмотря на плохую экологическую обстановку, пробы воды показали, что в озере пригодная для купания вода.
2003 год выдался особенно жарким и из-за малого количества осадков озеро заметно обмелело за 1 год. Из озера появилась насыпная дорога, проложенная ещё в 1970-х годах для строительства домов.
Последующие года уровень воды в озере постепенно понижался и в 2007 году на восточной части образовались отмели, которые начали зарастать травой. В 2008 году восточная часть озера составляла около 20 % от показателя 2003 года.
В 2009 году стал понижаться уровень воды и в западной части озера.
В октябре 2009 года из-за сильных дождей уровень воды в западной части резко поднялся примерно на 30 сантиметров.
Среди возможных вариантов спасения озера более возможным считается очистка и углубление дна.

## Использование озера
В советское время из озера забиралась вода для пожарных машин. Также вода используется местными жителями. Несмотря на очень низкий уровень воды озеро годно для пользования лодками.